# Serial Mom – Warum läßt Mama das Morden nicht?
Serial Mom – Warum läßt Mama das Morden nicht? (Originaltitel: Serial Mom) ist eine US-amerikanische schwarze Komödie aus dem Jahr 1994. Regie führte John Waters, der auch das Drehbuch schrieb. Die Hauptrolle spielte Kathleen Turner. Obwohl im Vorwort des Films Gegenteiliges suggeriert wird, beruht der Film nicht auf wahren Begebenheiten.

## Handlung
Die Hausfrau Beverly Sutphin ist mit einem Zahnarzt verheiratet, hat zwei jugendliche Kinder und lebt in einem Vorort von Baltimore. Beverly ist eine fürsorgliche Ehefrau und Mutter, doch wenn es um bestimmte Dinge wie Etikette, Sicherheit oder ihre Familie geht, versteht Beverly Sutphin keinen Spaß: So terrorisiert sie die Nachbarin Dottie mit anonymen obszönen Anrufen, weil diese ihr einen Parkplatz vor der Nase weggeschnappt hat. Diese Seite bleibt ihrer Familie und ihren Bekannten aber lange verborgen, da sie innerhalb weniger Sekunden sofort wieder wie die perfekte Hausfrau wirkt.
Als der Mathematiklehrer von Beverlys Sohn Chip den Jungen – und indirekt auch die Mutter durch seine Frage, ob etwas in der Familie nicht harmonisch laufe – schlecht macht, überfährt die Mutter diesen brutal. In den nächsten Tagen ermordet sie jeden, der sich ihrer Familie auch nur irgendwie in den Weg stellt. Carl, der Freund ihrer etwas molligen Tochter Misty, geht mit einem anderen Mädchen zu dem örtlichen Flohmarkt, also wird er auf der Männertoilette von ihr mit einem Schürhaken durchbohrt. Die Eheleute Sterner, Patienten bei Beverlys Mann, befolgen seine Anweisungen als Zahnarzt nicht und nerven ihn auch am Wochenende mit Anrufen. Beverly sorgt dafür, dass dies nie wieder passiert. Ebenso unbarmherzig ist sie mit einer Kundin des Videoladens, in dem ihr Sohn arbeitet, die partout ihre Videos nicht zurückspulen will. Ihr letztes Mordopfer wird Scotty, ein Freund des Sohnes, der einen Mord von ihr beobachtet hat und nie seinen Sicherheitsgurt im Auto anlegt – er wird während eines Rock-Konzerts von ihr in Brand gesetzt.
Zunächst will niemand glauben, dass Mrs. Sutphin hinter den Morden steckt, doch die Spuren führen eindeutig zu ihr. Die Presse verleiht ihr den reißerischen Spitznamen „Serial Mom“ (Serienmörder-Mutti). Beverly wird enttarnt und vor Gericht gestellt. Die Familie fühlt sich ohne ihre Mutter recht komfortabel, da sie wie Stars behandelt werden und sogar eine Fernsehserie mit Suzanne Somers über die Morde geplant wird. Ihr von ihrer Familie bestellter Anwalt plädiert auf Unzurechnungsfähigkeit; Beverly entlässt ihn daraufhin und verteidigt sich selbst. Teils deckt sie Schwächen in Zeugenaussagen auf, teils provoziert sie Zeugen – beides erschüttert deren Glaubwürdigkeit. In der Folge sprechen sie die Geschworenen frei. Eine der Geschworenen, die sich besonders für ihren Freispruch eingesetzt hat, ist Beverly negativ aufgefallen, da sie – entgegen einer amerikanischen Etikette – weiße Schuhe nach dem Labor Day trägt. Beverly Sutphin bringt sie wenige Minuten nach ihrem Freispruch in einer Telefonzelle auf dem Gerichtsflur um.

## Hintergründe
Ursprünglich sollte Susan Sarandon die Rolle von Beverly Sutphin spielen, ihre Gagenforderung überstieg jedoch das Budget des Films von etwa 13 Millionen US-Dollar. Der Film spielte in den Kinos der USA rund 8 Millionen US-Dollar ein, womit er an den Kinokassen ein Flop war. Inzwischen läuft der Film aber häufiger am Muttertag im amerikanischen Fernsehen und erlangte so weitere Bekanntheit. John Waters berichtete, dass die Produktionsfirma zeitweise überlegte, den Film nicht oder nur in stark veränderter Form in den Kinos zu veröffentlichen, da er ihnen zu brutal und riskant für eine Komödie war.
In den Vereinigten Staaten gab es zu diesem Zeitpunkt ein zunehmendes Interesse an Verbrechen und insbesondere Serienmördern, auch durch das Fernsehen begünstigt, welches Waters mit diesem Film satirisch verarbeiten wollte. Waters drehte den Film noch vor dem berühmten Strafprozess gegen O. J. Simpson, äußerte jedoch später, dass vieles aus dem Film im Prozess gegen Simpson wahr geworden sei. Im englischen Original ist Waters als Stimme von Serienmörder Ted Bundy auf dem Tonband zu hören, das Beverlys Ehemann in ihrem Schlafzimmer findet.

## Kritiken
Rotten Tomatoes kennzeichnet den Film bei 63 Prozent positiver Kritiken gerade noch als „frisch“ und vergibt eine rote Tomate (Stand März 2019).
James Berardinelli bezeichnete auf ReelViews die Gags als „zu angestrengt“, um witzig zu sein. Die Darstellung von Kathleen Turner kritisierte er als „automatisiert“ („automated“). Berardinelli lobte die Nebenrollen von Sam Waterston, Ricki Lake und Matthew Lillard sowie die Cameo-Rollen von Traci Lords, Suzanne Somers und Patty Hearst.
Roger Ebert schrieb in der Chicago Sun-Times vom 15. April 1994, der Film sei „nicht besonders lustig“ („this isn't very funny“). Er schrieb, die von Kathleen Turner gespielte Figur sei sympathisch, aber nicht komisch, weil sie dafür zu wenig „grausam“ („cruel“) sei.
Das Lexikon des internationalen Films schrieb: „Doppelbödige "schwarze" Komödie von ausgesuchter, aber nie selbstzweckhafter Geschmacklosigkeit, die die Kehrseiten des bürgerlichen Familien- und Vorstadtidylls ebenso aufs Korn nimmt wie den modischen Medienwahn um pathologische Mörder. Kathleen Turner überspielt mit einer komödiantischen Glanzleistung die Längen der Geschichte.“
Prisma Online meinte: „John Waters inszenierte eine zeitweise ungeheuer komische Persiflage mit einem sicheren Gespür für schlechten Geschmack. Die definitive Antwort auf die amerikanische Serienmörder-Hysterie! Überzeugend: Kathleen Turner als mordende Mutter.“

## Auszeichnungen
Kathleen Turner wurde für den Chlotrudis Award der Chlotrudis Society for Independent Film nominiert.

## Trivia
- In der Szene, in der Beverly Sutphin abends mit ihrem Ehemann im Bett liegt, schlägt sie ein dickes Buch auf, in dem ein ganzseitiges schwarz-weißes Portraitfoto des Serienmörders Charles Manson abgebildet ist, das Beverly zärtlich mit der rechten Hand streichelt. Zur Tarnung hat Beverly Sutphin jedoch das Buch in den weißen Schutzumschlag eines biologischen Sachbuchs über Vögel eingeschlagen.
- In der Szene, in der Beverly Sutphin den Ex-Freund ihrer Tochter auf der öffentlichen Herrentoilette mit einem Schürhaken hinterrücks ersticht, sitzt in einer Kabine der perverse heimliche Zeuge Marvin A. Pickles, der über ein sogenanntes Glory Hole den englischen Satz Eat Me mit Filzstift schreibt, was auf Deutsch übersetzt Friss mich oder freier übersetzt Nimm mich in den Mund bedeutet.
- Bei der Rockband, die in dem Musikclub Hammerjack's auf der Bühne spielt, während der Jugendliche Scotty in Flammen aufgeht, handelt es sich um die amerikanische Riot-Grrrl-Band L7, die gerade den Song Gas Chamber spielt. Auf der Basstrommel der Schlagzeugerin steht jedoch der fiktive Bandname Camel Lips. Während der Performance tragen die durchweg weiblichen Bandmitglieder hautenge weiße Hosen, in deren Schritt sich überdeutlich ein Cameltoe abzeichnet. Den Musikclub Hammerjack's in der Stadt Baltimore gab es bis 2006 wirklich.
- Auf dem Antiquitätenmarkt verkauft Beverly Sutphin eine Puppe der Filmfigur Pee-Wee Herman.
- Wenn die Mörderin Beverly Sutphin, ihr Sohn Chip und das Mädchen Birdie aus der Kirche flüchten und sich in das rote Auto setzen, sagt das Mädchen Birdie aufgeregt den Satz zu ihr: „Sie sind jetzt berühmter als Freddy und Jason, nur dass Sie ein echter Mensch sind!“. Dabei bezieht sich das Mädchen auf die Protagonisten Freddy Krueger und Jason Voorhees der Horrorfilmreihen Nightmare on Elm Street und Freitag der 13.
- In der Videothek, in der die beiden Jugendlichen Chip und Birdie die von der Polizei verfolgte Mutter Beverly Sutphin verstecken, läuft auf einem Fernsehgerät der Horrorfilm Blutgericht in Texas von 1974. Außerdem steht in dem Laden ein großer Pappaufsteller der schwarzhumorigen Filmkomödie Der Tod steht ihr gut von 1992.